# 平岸駅 (札幌市)
平岸駅（ひらぎしえき）は、北海道札幌市豊平区平岸2条7丁目 にある札幌市交通局（札幌市営地下鉄）南北線の駅。駅番号はN12。

## 概要
白石中の島通の真下に位置し、東側に国道453号（平岸通）との交差点がある。
平岸という地名は、アイヌ語の「ピラ・ケシ・イ（崖の・尻の・ところ）」が由来となっている。
駅スタンプは平岸駅のイニシャルHの中に環状通のリンゴ並木が描かれたデザインになっている。

## 歴史
- 1971年（昭和46年）12月16日 - 北24条駅〜真駒内駅間開業に伴い、設置。
- 2002年（平成14年）3月 - 北行線側（麻生方面）改札口と地上を結ぶエレベーターが供用開始[3]。
- 2005年（平成17年）3月1日 - 南行線側（真駒内方面）改札口と地上を結ぶエレベーターが供用開始[3]。
- 2006年（平成18年）1月26日 - 駅番号 (N12) を設定[2]。
- 2012年（平成24年）12月27日 - 可動式ホーム柵が稼働開始[4][5]。

## 駅構造
2面2線の相対式ホームである。南北線の駅では珍しく東西方向にホームが伸びており、東向きが真駒内方面、西向きが麻生方面である。ホームに改札が直結するタイプの駅であるためコンコースはなく、改札内ホーム中央に階段の連絡通路がある。このため、車椅子の利用者は地上部分で行き先に沿ったエレベーターに乗る必要がある。
真駒内方に片渡りポイントがあるが通常営業では使われておらず、人身事故等があった際の折り返し用として使用される。
エレベーターは麻生方面ホーム行が旧・3番出入口（平岸通交差点）に設置され、3番出入口はパークマンション側の出入口に変更された。真駒内方面ホーム行のエレベーターは1番出入口に設置されている。

### のりば
| ホーム | 路線   | 行先                     |
| ------ | ------ | ------------------------ |
| 1      | 南北線 | 真駒内方面               |
| 2      | 南北線 | 大通・さっぽろ・麻生方面 |

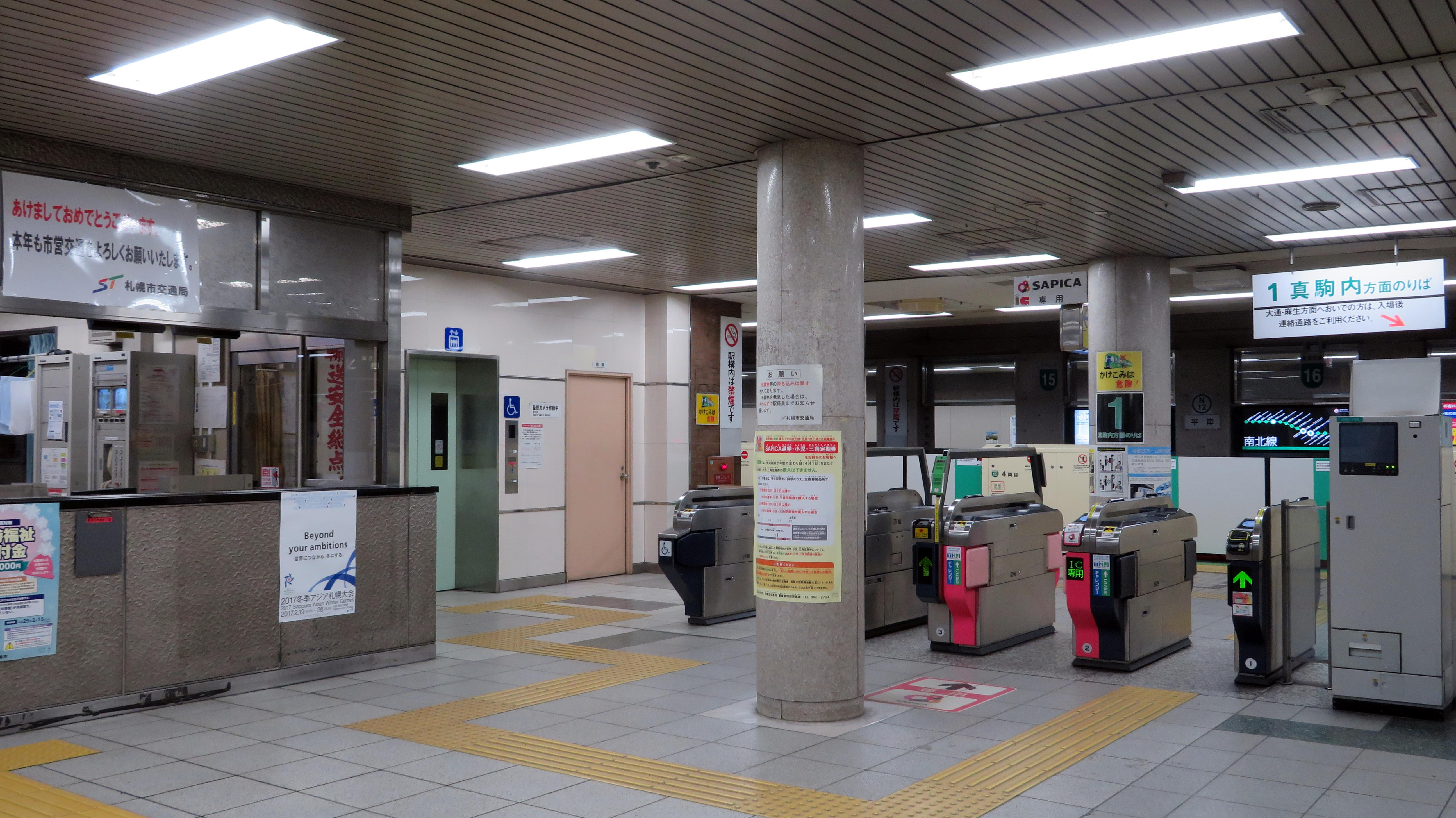
改札口
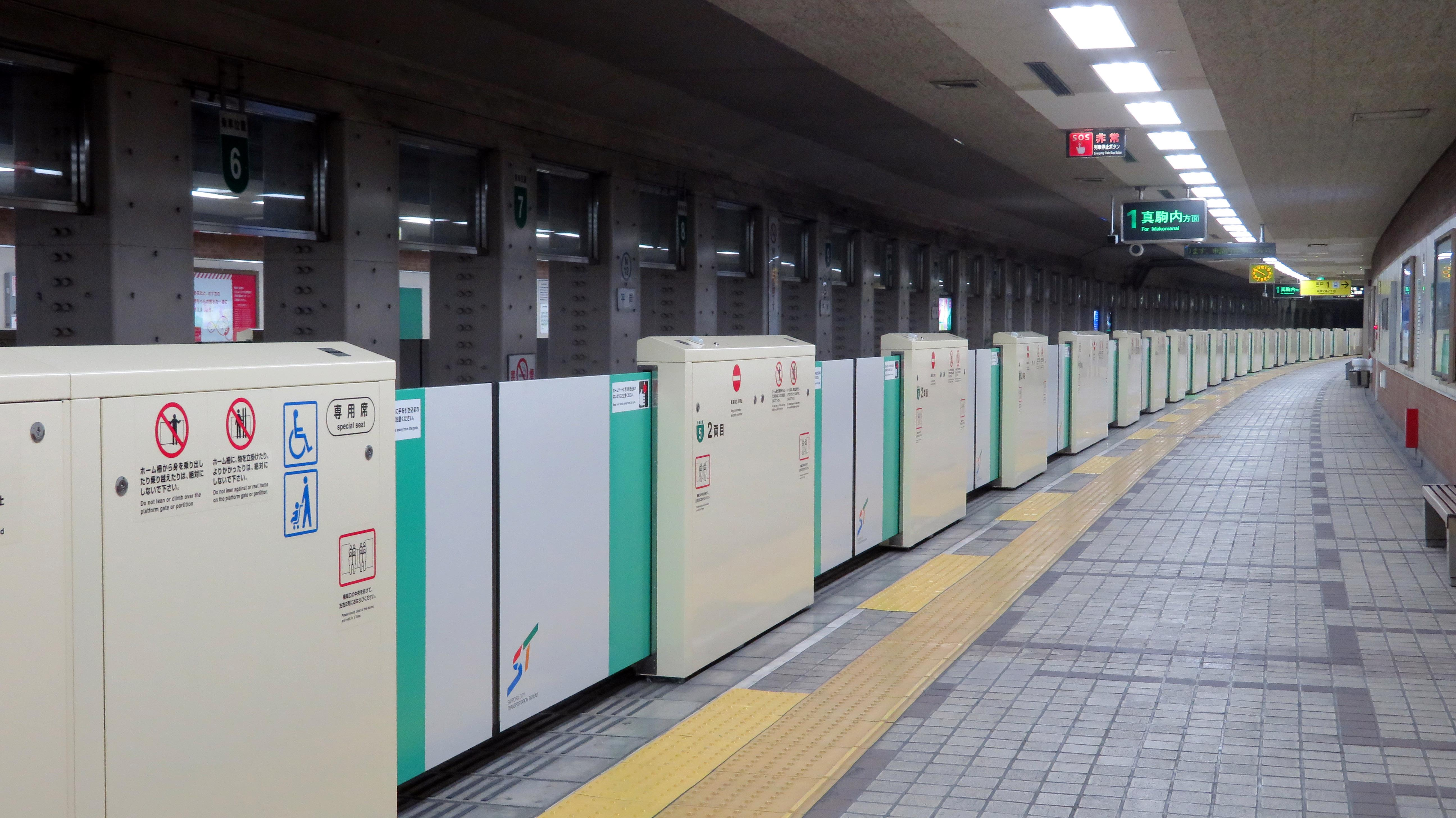
ホーム
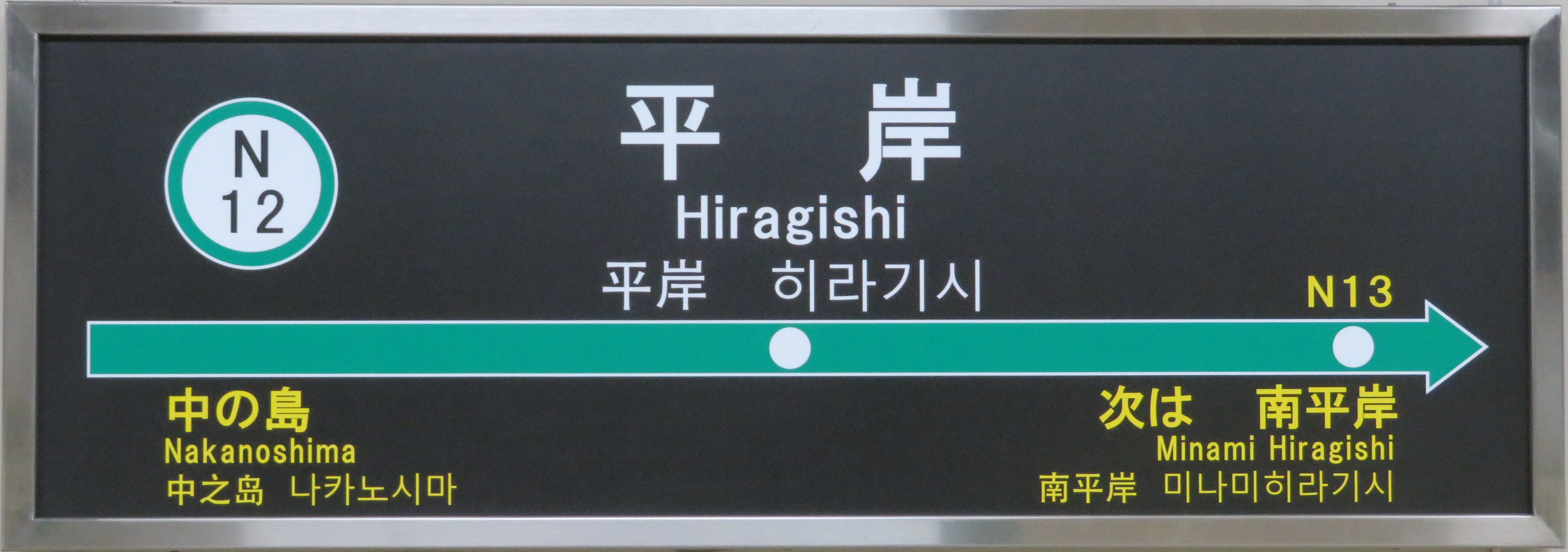
駅名標

## 利用状況
札幌市交通局によると、2022年度の1日平均乗車人員は7,580人であった。
| 年度   | 1日平均 乗車人員 | 出典   |
| ------ | ---------------- | ------ |
| 1998年 | 7,522            | [ 8 ]  |
| 1999年 | 7,334            | [ 8 ]  |
| 2000年 | 7,242            | [ 8 ]  |
| 2001年 | 7,179            | [ 8 ]  |
| 2002年 | 7,296            | [ 8 ]  |
| 2003年 | 7,312            | [ 8 ]  |
| 2004年 | 7,253            | [ 8 ]  |
| 2005年 | 7,431            | [ 8 ]  |
| 2006年 | 7,576            | [ 8 ]  |
| 2007年 | 7,730            | [ 8 ]  |
| 2008年 | 7,836            | [ 8 ]  |
| 2009年 | 7,716            | [ 8 ]  |
| 2010年 | 7,713            | [ 8 ]  |
| 2011年 | 7,720            | [ 8 ]  |
| 2012年 | 7,974            | [ 8 ]  |
| 2013年 | 8,235            | [ 9 ]  |
| 2014年 | 8,143            | [ 9 ]  |
| 2015年 | 8,111            | [ 9 ]  |
| 2016年 | 8,310            | [ 9 ]  |
| 2017年 | 8,460            | [ 10 ] |
| 2018年 | 8,426            | [ 11 ] |
| 2019年 | 8,389            | [ 12 ] |
| 2020年 | 6,673            | [ 7 ]  |
| 2021年 | 6,892            | [ 13 ] |
| 2022年 | 7,580            | [ 13 ] |

## 駅周辺
駅周辺は昔一面のリンゴ畑だったが、現在はマンションや商業施設が林立し、豊平区の中心地として発展している。市の中心部からは外れるが、平岸通と平岸中の島通が交差するため、交通量は多い。
出入口は白石中の島通沿いに3か所あり、うち1か所は国道453号（平岸通）との交差点にある。
1番出入口（平岸2条7丁目）
- 白石中の島通
- KKR札幌医療センター（旧・幌南病院）[6]
- 木の花団地[6]
- 豊平区平岸まちづくりセンター[6]
- 東光ストア 平岸ターミナル店
- 札幌方面豊平警察署平岸交番
- 日本郵便札幌平岸三条郵便局
- サッポロ珈琲館平岸店
- 油そば専門店たおか平岸店

2番出入口（平岸2条8丁目）
- 白石中の島通
- バス待合室[6]
- 平岸ゴールデン街

3番出入口（平岸3条8丁目）
- 国道453号（平岸通）
- 豊平区役所[6]
- 豊平保健センター[6]
- 月寒公園[6]
- 日本郵便札幌平岸五条郵便局
- 空知信用金庫平岸支店
- 北洋銀行平岸中央支店
- 北海道銀行平岸支店
- 札幌市農業協同組合（JAさっぽろ）平岸支店
- ロイヤルホスト平岸店
- 北大学力増進会札幌南本部
- スポーツクラブZip平岸
- アパマンショップ平岸駅前店
- イオン札幌平岸店

## バス路線
2番出入口にバス待合所が併設されているが、バスターミナルやバス発着場の設備はない。2024年（令和6年）12月の平日1日あたり、スクールバス等の非公示便を除く発着便数は158便。
2025年（令和7年）4月1日現在。路線詳細は北海道中央バスは営業所記事、じょうてつは事業者記事を参照。
1番のりば（バス待合所側）
- 白石営業所
  - 白30 白石平岸線：地下鉄白石駅
- 平岡営業所
  - 平50 平岸線：平岡営業所

2番のりば（バス待合所側）
- 西岡営業所
  - 平79 西岡平岸線：西岡4条14丁目
  - 平89 羊ヶ丘線：福住3条9丁目・羊ヶ丘展望台

国道453号沿い
- じょうてつ（藻岩営業所）
  - 環56 平岸線：真駒内本町

臨時のりば（バス待合所側）
- じょうてつ
  - 臨時 札幌ドームシャトルバス（大規模イベント開催時のみ運行、休止中[18]）

## 隣の駅
札幌市営地下鉄
 南北線
中の島駅 (N11) - 平岸駅 (N12) - 南平岸駅 (N13)